# Миленина, Анна Александровна
Анна Александровна Миленина (девичья фамилия — Бурмистрова) (род. 15 июля 1986 года, Краснотурьинск, Свердловская область, РСФСР, СССР) — российская биатлонистка и лыжница, выступающая среди спортсменов с ограниченными возможностями, семикратная паралимпийская чемпионка, восьмикратный серебряный призёр, двукратный бронзовый призёр зимних Паралимпийских игр (2006, 2010, 2014, 2018), чемпионка мира 2009 года, заслуженный мастер спорта России.

## Спортивные достижения
- Золото — Зимние Паралимпийские игры 2006 года (лыжные гонки, 10 км.)
- Серебро — Зимние Паралимпийские игры 2006 года (лыжные гонки, 15 км.)
- Серебро — Зимние Паралимпийские игры 2006 года (лыжные гонки, 5 км.)
- Серебро — Зимние Паралимпийские игры 2006 года (биатлон, 7,5 км.)
- Золото — Чемпионат России 2009 года (5 км)
- Золото — Чемпионат мира 2009 года
- Золото — Зимние Паралимпийские игры 2010 года (биатлон, 3 км инд. преслед.)
- Золото — Зимние Паралимпийские игры 2010 года (лыжные гонки, 15 км своб.)
- Бронза — Зимние Паралимпийские игры 2010 года (лыжные гонки, Спринт 1 км, классика)
- Серебро — Зимние Паралимпийские игры 2010 года (биатлон, 12,5 км.)
- Серебро — Зимние Паралимпийские игры 2014 (биатлон, 6 км.)
- Бронза — Зимние Паралимпийские игры 2014 года (лыжные гонки, 15 км, классика)
- Золото — Зимние Паралимпийские игры 2014 (лыжные гонки, спринт 1 км.)
- Золото — Зимние Паралимпийские игры 2014 (лыжные гонки, 5 км свободным стилем)
- Серебро — Зимние Паралимпийские игры 2018 года (лыжные гонки, 6 км.)[2]
- Золото — Зимние Паралимпийские игры 2018 года (биатлон, 12,5 км.)[3]
- Серебро — Зимние Паралимпийские игры 2018 года (лыжные гонки, 15 км.)[4]
- Серебро — Зимние Паралимпийские игры 2018 года (биатлон, 10 км.)[5]
- Золото — Зимние Паралимпийские игры 2018 года (лыжные гонки, спринт 1 км.)[6]

## Награды
- Орден «За заслуги перед Отечеством» IV степени (2014 год) — за большой вклад в развитие физической культуры и спорта, высокие спортивные достижения на XI Паралимпийских зимних играх 2014 года в городе Сочи[7]
- Орден Почёта (2010 год)— за большой вклад в развитие физической культуры и спорта, высокие спортивные достижения на X Паралимпийских зимних играх 2010 года в городе Ванкувере (Канада)[8]
- Орден Почёта (2018 год) — за высокие спортивные достижения на XII Паралимпийских зимних играх 2018 года в городе Пхенчхане (Республика Корея), проявленные волю к победе, стойкость и целеустремленность[9]
- Почётный гражданин города Краснотурьинска (2010)
- Знак отличия городского округа Краснотурьинск «За заслуги перед городским округом» (26 июня 2018 года, № 11)[10]